# Love U More
「Love U More」(ラブ・ユー・モア)はイギリスのテクノグループ サンスクリームの曲で、1992年7月にソニーソーホスクエアからシングルとしてリリースされ、バンドメンバーのポール・カーネルとリードシンガーのルシア・ホルムによって作曲された。 このシングルは、グループの1993年のアルバム「O₃」からのトラックであり、アメリカのトップ40に入った最初のテクノソングの1つであり、36位にランクインした。 「Love U More」は1992年7月にイギリスで23位に達し、1993年3月にアメリカのダンスチャートで2週間1位になり、そこでの3つのナンバーワンヒットうちの一番最初のヒットとなった。

## クリティカルな受信
オールミュージックのスティーブン・マクドナルドは、この曲をO₃アルバムのハイライトの1つに挙げた。 ビルボードのラリー・フリックは次のように書いている。「クインテットは、2つの爽快な輸入シングルを通じて、ほぼ1年間、知っているクラブの人々の唇にあった。このカットはすでに世界中のダンスチャートのトップに突入しており、ここでも同様の成功を収める準備ができている。彼はまた、リードシンガーのルシア・ホルムの「かなりの（そして珍しい）ボーカルの魅力」を称賛した。 ギャビン・レポートのデイブ・ショリンは、ここで「高いエネルギーが魅力的な一連の音楽スタイルと出会い、その結果、英国で1位の実行から出てくる全く新しい作品になる」と述べている。ミュージック&メディアのレビュアーは、「80年代のエレクトロポップ・ア・ラ・ヒューマン・リーグが新しいダンス・ジャケットで生き返る。シーケンサーは今日の要求のリズムに従い、メロディーは長引く。
NMEは次のようにコメントしている。「手付かずのレイブポップの夏のレーンをサイクリングして、サンクリームはここでミニジェムを思いついた。本当であるには良すぎる。それは布のコンディショナーと白よりも白い感情でいっぱいである。そして驚くべきことに、おそらく、最初の忠誠心はドキドキするビートだったエセックス生まれのダンスクロスオーバーにとって、それは素晴らしいチューンだ。歌手のルシア・ホルムの健全な音色とちょうどいい量のサイバートロニックの推進力の組み合わせは、良性の推力のきらびやかなインターフェースを作る。と。 セレクトのミランダ・ソーヤーは、「だから『Love U More』は、誰かを慕うことを歌っているように見えるが、実はもう誰かを愛せないことについてだ」と書いている。スピンのチャールズ・アーロンは、「ケイト・ブッシュをサンプリングするのではなく、このレイブ「バンド」は、同じように枯れた高さに急上昇するが、ディッツよりもグリットで、ボーカリストを引っ掛けている。世界の重みを差し引いたロザラの色合いである。」

## チャート
| チャート (1992–93年)                   | 最高順位 |
| -------------------------------------- | -------- |
| オーストラリア (ARIA)                  | 30       |
| カナダトップシングルス (RPM)           | 48       |
| ヨーロッパ (Eurochart Hot 100)         | 69       |
| フィンランド (Suomen virallinen lista) | 28       |
| イギリス全体 (OCC)                     | 23       |
| UKダンス(Music Week)                   | 1        |
| USビルボードホット100                  | 36       |
| USオルタナティブエアプレイ (Billboard) | 3        |
| US ダンスクラブソングス (Billboard)    | 1        |
| US主流トップ40 (Billboard)             | 16       |
| USキャッシュボックストップ100          | 26       |

## カバーバージョン
1995年、DJポール・エルスタクは、オランダのシングルトップ100で2位を獲得した「Luv U More」のバージョンをリリースした。 1999年、ドイツの歌手ローラーガールのバージョンは、ドイツ、オランダ、ノルウェー、スウェーデンで51位、スイスで75位にランクインした。 この曲は、デビューアルバム「Step One」でもステップスによってカバーされた。オリジナルのより性的に露骨な歌詞のいくつかは、ステップスバージョンから削除された。

## もっと見る
- List of number-one dance singles of 1993 (U.S.)